# 조운흘
조운흘(趙云仡, 1332년~1404년)은 고려 말, 조선 초의 문신이다. 본관은 풍양, 호는 석간(石磵) 또는 서하옹이다.
이인복의 문하로 고려 공민왕 6년(1357년) 문과에 급제하며 청직에 올랐으나 현달하지는 못하였다.
고려 말기의 어지러움을 보고 서해 방백으로 물러나 아미타불을 외다가 맹인을 자처하며 벼슬을 내놓고 낙향하였다. 고려가 멸망하자 그는 눈병이 나았다며 사평원주를 자청하여 그 고을 사람들과 어울려 경배와 희학으로 세월을 보냈다.
만년에 강릉부사로 재직하다 사망하였다. 향년 73세.

## 저서
- 《삼한시귀감》(三韓詩龜鑑)
- 《석간집》(石磵集) - 현존하지 않는다.

## 가계
- 고조부 : 조진규(趙振圭)
- 고조모 : 합천 이씨 이인비(李仁庇)의 딸
  - 증조부 : 조정(趙晶)
  - 증조모 : 알 수 없음
    - 조부 : 조숙령(趙叔鴒)
    - 조모 : 청주 경씨
      - 아버지 : 조건(趙虔)
      - 어머니 : 알 수 없음
        - 본인 : 조운흘(趙云仡)
        - 부인 : 상주 김씨(尙州金氏) 김득배(金得培)의 딸
        - 아우 : 조운개(趙云价) : 창녕 성씨 성달생(成達生)의 장인, 성승(成勝)의 외조부
        - 아우 : 조운식(趙云式)
        - 누이 : 윤을보(尹乙寶)의 부인

      - 숙부 : 조종(趙宗)
      - 숙부 : 조구(趙球)
      - 숙부 : 혼수(混修) : 승려

## 참고 문헌
- 한국역대인물종합정보시스템[깨진 링크(과거 내용 찾기)]